# Teatro Politeama
Het Teatro Politeama is een theater in de Siciliaanse hoofdstad Palermo. Het neoclassicistische theater werd van 1867 tot 1874 gebouwd door Giuseppe Damiani Almeyda die zich liet inspireren door gebouwen in Pompeï.
Voor de halfronde façade zijn zuilengalerijen geplaatst, met op de begane grond zuilen in de Dorische en op de eerste verdiepingen zuilen in de Ionische orde. De ingang is vormgegeven als een triomfboog bekroont met een Quadriga, gemaakt door Mario Rutelli.
In zijkamers van het Teatro Politeama bevond zich van 1910 tot 2005 de Galleria d'Arte moderna Empedocle Restivo met schilderijen uit de periode van de achttiende eeuw tot nu. Sinds 2006 is de collectie onder de naam Galleria d'arte moderna in het voormalige kloostercomplex van Sant'Anna ondergebracht.